# Alto Rio Novo
Pour les articles homonymes, voir Alto (toponyme).
Alto Rio Novo est une municipalité brésilienne située dans l'État de l'Espirito Santo.